# Acalolepta punctifrons
Acalolepta punctifrons là một loài bọ cánh cứng trong họ Cerambycidae.